# Most–Híd 2023
A Most–Híd 2023  egy szlovákiai magyar párt, mely 2023. május 29-én jött létre a Magyar Kereszténydemokrata Szövetség átnevezésével.

## Története
A párt akkor jött létre miután Gyimesi György részvétele miatt szakadás történt a Szövetség párt soraiban és a Most-Híd platform politikusainak többsége kilépett a pártból. Mivel a korábbi Most–Híd párt beolvadással megszűnt, így a Magyar Kereszténydemokrata Szövetség nevű párthoz csatlakoztak, amit átneveztek Most–Híd 2023-ra. A párt jogelődje egyébként 2004-ben jött létre Szlovákiai Régiók Pártja néven és egészen 2013-ig nem volt a profiljában a magyar érdekvédelem. A párt nem részesül állami támogatásban, mivel 3% alatti eredménnyel végzett a legutóbbi parlamenti választáson.

## A párt elnökei
| Kép                                  | Név                                  | hivatal kezdete                      | hivatal vége                         |
| Magyar Kereszténydemokrata Szövetség | Magyar Kereszténydemokrata Szövetség | Magyar Kereszténydemokrata Szövetség | Magyar Kereszténydemokrata Szövetség |
| ------------------------------------ | ------------------------------------ | ------------------------------------ | ------------------------------------ |
|                                      | Fehér Csaba                          | 2013. október 9.                     | 2023. május 29.                      |
| Most–Híd 2023                        |                                      |                                      |                                      |
| Sólymos László                       | Sólymos László                       | 2023. május 29.                      | hivatalban                           |

## Választási eredmények

### Országos választások
| Választás | Szavazatok száma | Szavazatok aránya | Mandátumok száma | Mandátumok aránya | Parlamenti szerepe |
| --------- | ---------------- | ----------------- | ---------------- | ----------------- | ------------------ |
| 2023-as   | 7 935            | 0,26%             | 0                | 0%                | nem jutott be      |

## Külső linkek
- A párt hivatalos honlapja
- A Most–Híd 2023 a Szlovák Belügyminisztérium hivatalos nyilvántartásában Archiválva 2018. április 20-i dátummal a Wayback Machine-ben